# Psecas barbaricus
Psecas barbaricus är en spindelart som först beskrevs av Peckham, Peckham 1894.  Psecas barbaricus ingår i släktet Psecas och familjen hoppspindlar. Inga underarter finns listade i Catalogue of Life.